# Résolution 2625 de l'Assemblée générale des Nations unies
La résolution 2625 (XXV) de l'Assemblée générale des Nations unies, titrée Déclaration relative aux principes du droit international touchant les relations amicales et la coopération entre les États conformément à la Charte des Nations-Unies, adopte une déclaration majeure qui énonce 7 principes structurants de l’ordre juridique international.
Adoptée le 24 octobre 1970 lors d'une session commémorative de l'Assemblée générale des Nations unies qui célébrait le vingt-cinquième anniversaire des Nations unies, cette résolution élabore la formulation la plus complète à ce jour du principe d'autodétermination.
Cette résolution tire notamment son importance du fait qu'elle est le premier texte du droit international qui mentionne expressément le concept de résistance et qui se veut universel, allant au-delà du cadre de la décolonisation qui a fourni à la lutte armée des peuples son premier ancrage juridique.

## Contexte
L'Assemblée générale avait constitué un Comité spécial des principes du droit international touchant les relations amicales et la coopération entre les États qui s'est réuni du 31 mars au 1er mai 1970, chargé de proposer la rédaction d'une Déclaration relative aux principes du droit international touchant les relations amicales et la coopération entre les États conformément à la Charte des Nations unies. À l'occasion de la vingt-cinquième session de l'Assemblée générale des Nations unies, marquant le premier quart de siècle d'existence de l'Organisation des Nations unies depuis la signature de la Charte des Nations unies, signée à San Francisco le 26 juin 1945, une résolution 2625 (XXV) est adoptée par cette Assemblée et porte approbation de cette Déclaration.

## Résolution et Déclaration

### Préambule
L'Assemblée générale rappelle ses résolutions 1815 (XVIl) du 18 décembre 1962, 1966 (XVIII) du 16 décembre 1963, 2103 (XX) du 20 décembre 1965, 2181 (XXI) du 12 décembre 1966, 2327 (XXIl) du 18 décembre 1967, 2463 (XXIII) du 20 décembre 1968 et 2533 (XXIV) du 8 décembre 1969. Elle réitère son attachement à la codification du droit international public sur la coopération et les relations amicales entre les États.
L'Assemblée note que l'occasion du vingt-cinquième anniversaire de l'Organisation des Nations unies est un jalon important pour le développement du droit international et la paix mondiale, le renforcement de la coopération et des relations amicales entre les États, le règne du droit international et l'application universelle des principes de la Charte des Nations unies, dont l'Assemblée rappelle l'importance pour le maintien de la paix et de la sécurité internationales.
L'Assemblée rappelle également que le développement de bonnes relations de voisinage et la coopération font partie des buts fondamentaux des Nations unies, dont les peuples sont déterminé à vivre en paix les uns avec les autres. Elle renouvelle sont attachement aux principes universels du droit international et des droits humains fondamentaux, de la paix, de la liberté, de l'égalité, de la justice, indépendamment des systèmes politiques, économiques et sociaux propres à chaque État. Elle réaffirme l'importance capitale du respect strict et de bonne foi du droit international conformément à la Charte pour réaliser les buts des Nations unies, particulièrement eu égard aux changements politiques, économiques, sociaux, scientifiques et techniques intervenus dans le monde depuis 25 ans.
L'Assemblée note que la question du droit de l'espace demeure débattue au sein des Nations unies et que l'espace extra-atmosphérique et les corps célestes ne peuvent faire l'objet d'aucune appropriation.
Elle réaffirme le principe de l'égalité souveraine, l'obligation qui pèse sur tous les États de régler pacifiquement leurs différends, et conséquemment de ne pas recourir ou menacer de recourir à la force armée contre l'indépendance politique, l'intégrité territoriale d'un autre État, ou d'une quelconque manière incompatible avec les buts des Nations unies. Elle rappelle son attachement au principe de non-ingérence dans les affaires intérieures des États.
L'Assemblée souhaite que la Déclaration soit diffusée le plus largement possible.

### Dispositif
Le Déclaration proclame des principes s'étant développés progressivement au sein de l'ordre juridique international et pouvant être codifiés pour leur application plus efficace et ainsi la réalisation des buts des Nations unies. Ses sept principes sont les suivants :

« a) Le principe que les États s'abstiennent, dans leurs relations internationales, de recourir à la menace ou à l'emploi de la force, soit contre l'intégrité territoriale ou l'indépendance politique de tout État, soit de toute autre manière incompatible avec les buts des Nations Unies,
b) Le principe que les États règlent leurs différends internationaux par des moyens pacifiques, de telle manière que la paix et la sécurité internationales ainsi que la justice ne soient pas mises en danger,
c) Le devoir de ne pas intervenir dans les affaires relevant de la compétence nationale d'un État, conformément à la Charte,
d) Le devoir des États de coopérer les uns avec les autres conformément à la Charte,
e) Le principe de l'égalité de droits des peuples et de leur droit à disposer d'eux-mêmes,
f) Le principe de l'égalité souveraine des États,
g) Le principe que les États remplissent de bonne foi les obligations qu'ils ont assumées conformément à la Charte »

— Résolution 2625 (XXV) de l'Assemblée générale des Nations unies, Résolutions adoptées sur les rapports de la sixième commission, p.131
La Déclaration se conclue en précisant que les principes sont liés entre eux et doivent être interprétés au regard les uns des autres, et qu'ils ne portent pas atteinte aux stipulations de la Charte des Nations unies, ni aux droits et obligations qu'elle confère aux États et aux peuples. L'Assemblée générale demande à tous les États de développer des relations mutuelles en respectant rigoureusement ces principes et de s'en inspirer dans leur conduite des relations internationales.

#### L'interdiction de la menace ou de l'emploi de la force armée
L'Assemblée générale réaffirme explicitement qu'un tel emploi ou menace viole le droit international et la Charte. Le recours ou la menace de l'emploi de la force armée ne doit jamais être utilisée par les États dans leurs relations internationales, pour résoudre leurs différends, y-compris territoriaux. Par conséquent, l'interdiction se traduit par un respect strict de l'inviolabilité des frontières internationales existantes des États et autres lignes de démarcations contraignantes. L'interdiction ne concerne pas les exceptions pour lesquelles la Charte prévoit explicitement que l'usage de la force est licite dans les conditions qu'elle fixe, à savoir une décision du Conseil de sécurité et le cas de la légitime défense.
L'interdiction s'étend aux représailles par la force, à toutes mesures coercitives visant à empêcher la mise en œuvre du droit à l'autodétermination pour les populations y ayant droit, ainsi qu'à l'organisation, au soutien ou à l'encouragement de forces irrégulières afin de réaliser de incursion sur le territoire d'un autre État. Il en est de même pour les actes de terrorisme ou de guerre civile – y-compris en tolérant l'organisation ou la préparation de tels activités depuis son territoire –, ayant recours à la force armée.
Elle rappelle qu'une guerre d'agression viole le droit international, engage la responsabilité internationale de l'agresseur et constitue un crime contre la paix. La propagande des États en faveur de l'agression est également interdite.
Le corolaire de ce principe est l'interdiction de l'occupation militaire ou de l'acquisition de tout ou partie du territoire d'un autre État. Une acquisition de territoire à la suite d'un recours à la force armée ou de la menace d'un tel recours ne sera jamais reconnue comme licite, sous réserve des accords antérieurs à la Charte ou des pouvoirs du Conseil de sécurité.

#### L'obligation de règlement pacifique des différends
Ce principe est basé sur le respect de l'égalité souveraine des États et leur liberté de choix des moyens de règlements des différends. Ces moyens doivent être pacifiques et consentis par les parties aux différends, et peuvent se trouver sous la forme de négociation, d'enquête, de médiation, de conciliation, d'arbitrage international, de règlement judiciaire, de recours à des organismes ou accords régionaux. Les États ont l'obligations de s'abstenir d'aggraver le différend pendant qu'un règlement pacifique est recherché.

#### Le principe de non-ingérence
Les États ont l'obligation de ne pas intervenir dans les affaires relevant de la compétence nationale d'un État – ses affaires intérieures ou extérieures –, conformément à la Charte, par une ingérence ou toute menace contre l'État, ses éléments politiques, économiques et culturels.
L'ingérence ne concerne pas uniquement le recours à la force armée, mais également toutes mesures de contrainte, notamment économiques et politiques, en vue d'obtenir des avantages ou de contrôler l'exercices des prérogatives souveraines d'un autre État. Les États ont donc l'interdiction de participer aux luttes internes à un autre État ou d'« organiser, d'aider, de fomenter, de financer, d'encourager ou de tolérer des activités armées subversives ou terroristes destinées à changer par la violence le régime d'un autre État ».
L'Assemblée réaffirme le droit inaliénable de chaque État de choisir librement son système politique, économique, social et culturel sans ingérence de la part d'autres États, et que l'usage de la force visant à priver les peuples de leur identité nationale est une violation de leurs droits inaliénables et du principe de non-ingérence.

#### L'obligation de coopération
Les États ont l'obligation de coopérer de bonne foi quelles que soient leurs divergences en matière de politique étrangère ou leur modèle politique, économique et social afin d'assurer le bien-être général des nations. La Déclaration dresse la liste des domaines suivants de coopération :
- maintien de la paix et de la sécurité internationales ;
- respect des droits et libertés fondamentaux, élimination de toutes les formes de discrimination ou d'intolérance religieuse ;
- domaine social, culturel, économique, technique et commercial conformément aux principes de l'égalité souveraine et de non-ingérence ;
- autres coopérations avec l'ONU.

La coopération doit également concerner le progrès technique et scientifique, favoriser le progrès de la culture et de l'enseignement, la croissance économique, particulièrement dans les pays en développement.

#### L'égalité de droits des peuples et droit à l'autodétermination
La Déclaration réaffirme que tous les peuples disposent de leur droit à disposer d'eux-mêmes dans les conditions déterminées par la Charte et interprétées par les résolutions de l'Assemblée pour la libre détermination de leur statut politique et la poursuite de leur développement économique, social et culturel dans le cadre déterminé par la Déclaration. Tous les États sont tenus de respecter les choix faits dans l'exercice de ce droit, et les peuples ont le droit d'obtenir un soutien conforme aux buts et principes des Nations unies lorsqu'ils répondent (« résistent et réagissent ») à des mesures coercitives visant à subordonner ledit exercice.
Les États ont l'obligation de soutenir l'ONU dans la mise en œuvre de ce principe, pour favoriser la coopération et les relations amicales entre les États et mettre un terme à la colonisation en tenant compte de la volonté des peuples intéressés. Le fait de soumettre des peuples à la subjugation, l'exploitation ou la domination étrangère est une violation de la Charte, des droits fondamentaux de l'Homme et du principe de l'égalité de droits des peuples et du droit à l'autodétermination.
La Déclaration donne une définition explicite du contenu du droit des peuples à l'autodétermination, c'est-à-dire les possibilités librement ouvertes aux peuples disposant de ce droit, à savoir :
- la création d'un État souverain et indépendant ;
- la libre association ou intégration avec un autre État souverain ;
- l'acquisition de tout autre statut politique librement décidé par le peuple intéressé, au sein de l'État souverain qui l'administre.

La Déclaration prévoit que chaque territoire non-autonome au sens de l'article 73 de la Charte dispose d'un statut distinct et séparé de celui de l'État qui les administre jusqu'à l'exercice par sa population de son droit à disposer d'elle-même.
L'Assemblée générale précise toutefois que ce droit ne saurait être utilisé à l'encontre d'un État qui respecte ce principe et dispose en conséquence d'un gouvernement représentant l'ensemble de la population de son territoire « sans distinction de race, de croyance ou de couleur » pour porter atteinte à son unité politique nationale ou son intégrité territoriale,.

#### L'égalité souveraine
La Déclaration réaffirme que tous les États sont souverains et par conséquent égaux en droits et en obligations. Ce sont tous des membres de la société internationale sur un pied d'égalité, indépendamment de leurs différences politiques, économiques, sociales, culturelles ou autre.
La Déclaration dresse une liste des éléments contenus dans le principe de l'égalité souveraine : 

« a) Les États sont juridiquement égaux ;
b) Chaque État jouit des droits inhérents à la pleine
souveraineté ;
c) Chaque État a le devoir de respecter la personnalité des autres États ; 
d) L'intégrité territoriale et l'indépendance politique de l'État sont inviolables ;
e) Chaque État a le droit de choisir et de développer librement son système politique, social, économique et culturel ;
f) Chaque État a le devoir de s'acquitter pleinement et de bonne foi de ses obligations internationales et de vivre en paix avec les autres Etats. »

— Résolution 2625 (XXV) de l'Assemblée générale des Nations unies, Résolutions adoptées sur les rapports de la sixième commission, p.135

#### L'exécution de bonne foi des obligations
La Déclaration rappelle que chaque État a l'obligation d'exécuter de bonne foi les obligations qui pèsent sur lui en vertu de la Charte des Nations unies, mais également celles découlant des principes bien établis du droit international coutumier, ou des traités internationaux conformes au droit international auxquels cet État est partie. Les obligations nées de la Charte prévalent sur les obligations issues des autres traités internationaux souscrits par cet État.